# Campionato europeo femminile di pallacanestro Under-18 2000
Il Campionato europeo femminile di pallacanestro Under-18 2000 (noto anche come FIBA EuroBasket Women Under-18 2000) si è svolto in Polonia, a Władysławowo.

## Classifica finale
| Campione d'Europa | Campione d'Europa | Campione d'Europa |
| ----------------- | ----------------- | ----------------- |
| Russia            |                   |                   |
| Argento           | Rep. Ceca         |                   |
| Bronzo            | Polonia           |                   |
| 4.                | Lituania          |                   |
| 5.                | Francia           |                   |
| 6.                | Spagna            |                   |
| 7.                | Germania          |                   |
| 8.                | Grecia            |                   |
| 9.                | Jugoslavia        |                   |
| 10.               | Lettonia          |                   |
| 11.               | Bulgaria          |                   |
| 12.               | Slovacchia        |                   |